# Rachid Bouaouzan
Rachid Bouaouzan (en arabe : رشيد بوعوزان), né le 20 février 1984 à Rotterdam est un  footballeur international marocain évoluant au poste de milieu offensif. Il possède également la nationalité néerlandaise.

## Biographie

### Formation au Sparta Rotterdam
Lors de sa deuxième saison au Sparta Rotterdam, Bouaouzan fit les gros titres de la presse néerlandaise. Lors d'une rencontre disputée le 17 décembre 2004 face au Go Ahead Eagles, Bouaouzan brisa en effet la jambe de l'un de ses adversaires, à savoir Nils Kokmeijer, ce qui contraignit ce dernier à mettre un terme à sa carrière. Suspendus 10 matchs par la KNVB, son club décida d'aller encore plus loin et de le suspendre jusqu'à la fin de la saison. Malgré cela, la justice néerlandaise, sur demande du gouvernement, décida de s'en mêler et condamna le milieu de terrain à une peine de 6 mois de prison avec sursis. En avril 2008, la cour suprême des Pays Bas confirma la sentence. 
À la fin de la saison, le Sparta Rotterdam accrocha les barrages et redonna le droit à Bouaouzan de jouer avec l'équipe première. Ce dernier remerciera alors ses dirigeants en inscrivant le but victorieux face à Helmond Sport lors du match retour des barrages, permettant ainsi à son équipe de regagner l'Eredivisie en 2005-06.

### Wigan Athletic
Le 30 août 2007, il signe au Wigan Athletic en Premier League pour un montant de 900.000 euros. Il entre en jeu lors de la deuxième partie de saison lors d'un match à l'extérieur contre Liverpool FC en League Cup.
En manque de temps de jeu, le 29 août 2008, il retourne aux Pays-Bas sous forme de prêt au NEC Nimègue jusqu'au 1e juillet 2009. Il joue en total 24 matchs en Eredivisie, 4 matchs en Ligue Europa et 4 matchs en Coupe des Pays-Bas.
Lors de son retour en Angleterre, il s'entraîne régulièrement avec l'équipe A sans pour autant entrer en jeu. De avril à juillet 2010, il est prêté dans le club suédois Helsingborgs IF. En juillet 2010, son contrat à Wigan Athletic prend fin.

### Helsingborgs IF
Le 23 septembre 2010, il retourne en Suède dans le club du Helsingborgs IF en signant un contrat jusqu'en fin de saison. Il finira par prolonger son contrat après avoir remporté le championnat dans l'Allsvenskan.
Le 3 octobre 2013, son contrat est rompu par la direction du club à la suite d'une violente altercation à l'entraînement avec son coéquipier Erik Edman.

### Carrière internationale
En octobre 2006, il est sélectionné par M'hamed Fakhir pour prendre part à un match amical contre le FC Utrecht.

### Après carrière sportive
Le 30 novembre 2020, Rachid Bouaouzan est appréhendé dans une opération policière d'envergure à son domicile de Rotterdam, accompagnée de la présence imposante d'un hélicoptère. Les autorités le soupçonnent d'appartenir à un réseau de la Mocro Maffia. Sans délai, Bouaouzan est placé derrière les barreaux de la prison de Zutphen en attente des conclusions des enquêtes approfondies menées par la police néerlandaise.
En janvier 2021, les autorités néerlandaises prennent une initiative audacieuse en transmettant les messages d'un serveur EncroChat à une université canadienne. L'objectif est de décrypter les échanges entre Rachid Bouaouzan, le redoutable baron Piet Costa, Ibrahim Azaim et Mustapha El Fechtali.
Le 26 février 2021, Bouaouzan subit un nouveau coup avec son arrestation en cellule, cette fois-ci pour des chefs d'accusation liés au trafic de drogues et à des tentatives d'assassinat. Ces événements viennent complexifier davantage le tableau judiciaire déjà sombre qui entoure l'ancien joueur.
Le 3 mars 2021, son avocat, Ruud van Boom, prend la parole en déclarant de manière catégorique : "Bouaouzan n'a rien à voir avec ce milieu." Cependant, les autorités néerlandaises réfutent les assertions de l'avocat et révèlent que Bouaouzan avait l'habitude de voyager régulièrement avec son ami d'enfance et ennemi public, Piet Costa, vers l'Espagne. De plus, elles accusent Bouaouzan d'être impliqué dans le blanchiment d'une somme d'environ 150 000 euros destinée à l'Espagne, pays dans lequel se cachait Roger P., alias Piet Costa.

## Palmarès
Helsingborgs IF
- Champion de Suède (1) : 2011
- Vainqueur de la Coupe de Suède (1) : 2010
- Vainqueur de la Supercoupe de Suède (1) : 2011